# Monaster Tvrdoš
Monaster Tvrdoš, wł. monaster Zaśnięcia Matki Bożej – prawosławny męski monaster położony nad rzeką Trebišnjicą, 4 km od miasta Trebinje.
Według tradycji pierwszy chrześcijański klasztor na miejscu dzisiejszego monasteru ufundował Konstantyn Wielki. Z czasem jednak został on zniszczony i życie monastyczne odrodziło się dopiero na przełomie XIII i XIV w. z fundacji serbskiego króla Stefana Urosza II Milutina. W 1509 metropolita trebinski Wissation przeprowadził całkowitą renowację obiektów klasztornych. Monaster był siedzibą metropolitów trebińskich do 1694, gdy został zniszczony przez Turków w 1694.
Odbudowa klasztoru miała miejsce w 1928 z fundacji zamożnego byłego mieszkańca Trebinje, Nikoli Runjevaca, zamieszkałego w USA. W 1955 podjęto również nadal niezakończoną renowację wnętrz.
Od 1992 do 2011 monaster był stałą siedzibą biskupów zahumskich i hercegowińskich, zmuszonych w czasie wojny w Bośni do opuszczenia dotychczasowej rezydencji w Mostarze. W 2011 roku biskupi wrócili do Mostaru.